# Werner Grothmann

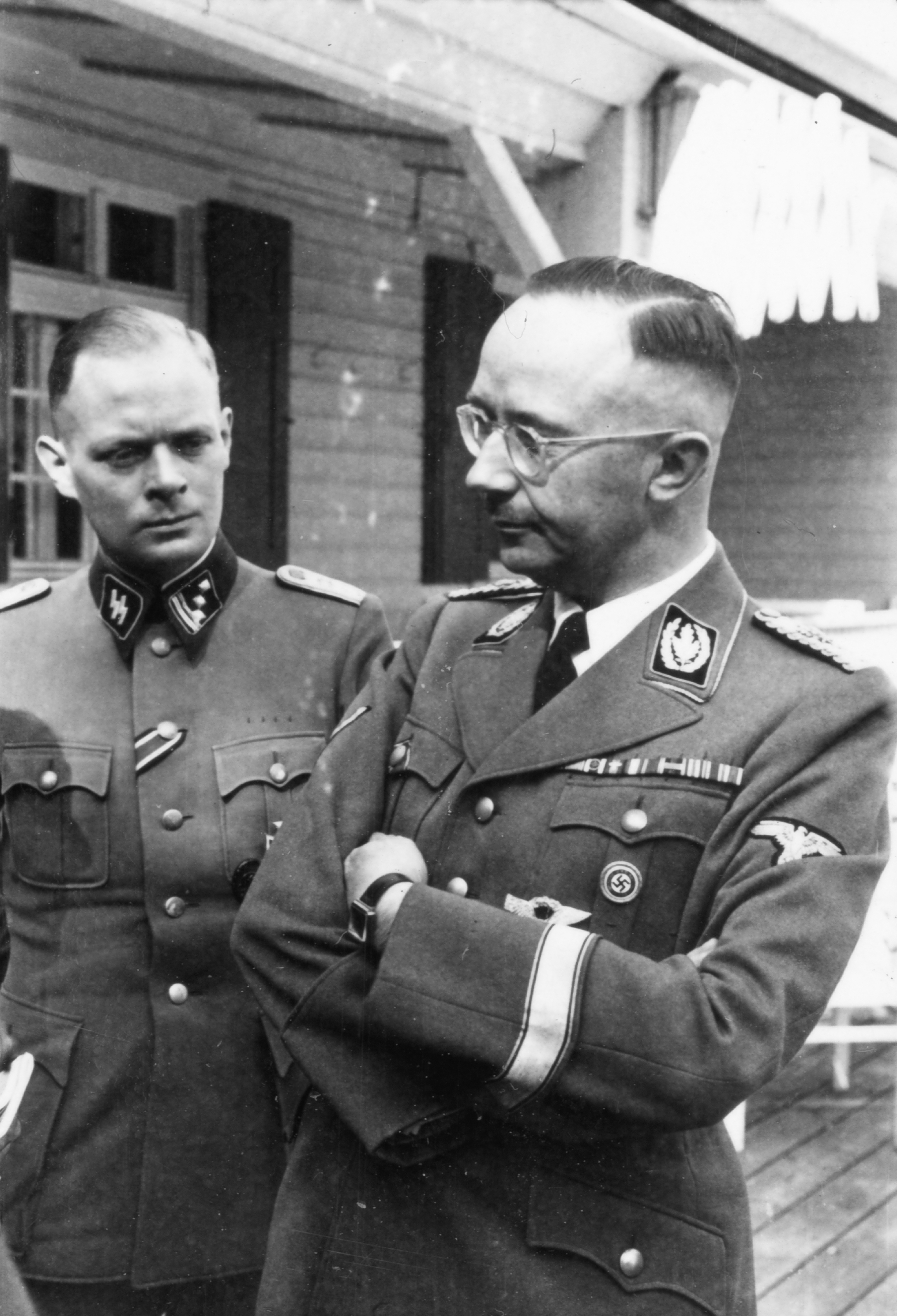
Heinrich Himmler (rechts) und Werner Grothmann als SS-Hstuf 1943

Werner Grothmann (* 23. August 1915 in Frankfurt am Main; † 27. November 2002) war ein deutscher SS-Führer, zuletzt im Rang eines SS-Obersturmbannführers. Von Herbst 1941 bis zu seiner Gefangennahme im Mai 1945 war er Chefadjutant des Reichsführers SS Heinrich Himmler. Obwohl er als enger Mitarbeiter Himmlers über alle Vorgänge im Detail informiert war, behauptete er nach dem Zweiten Weltkrieg, erst im Herbst 1944 Kenntnis vom Holocaust erlangt zu haben. Nachdem er 1950 bereits als „Mitläufer“ entnazifiziert worden war, wurde 1966 ein Ermittlungsverfahren wegen Beihilfe zum Mord gegen ihn eingestellt, weil ihm keine individuelle Schuld nachgewiesen werden konnte.

## Leben
Die Grothmanns lebten als Kaufmannsfamilie in Königsberg und verarmten im Zuge der Weltwirtschaftskrise. Werner Grothmann musste deshalb mit der Mittleren Reife das Gymnasium verlassen. Er absolvierte eine Lehre zum Bankkaufmann, die er im Sommer 1934 abschloss. Nachdem er von 1931 bis 1933 dem Jungstahlhelm angehört hatte, trat er im Juli 1933 der SS bei (SS-Nummer 181.334). Er besuchte einen Führeranwärter-Lehrgang in Jüterbog, die Führerschule in Braunschweig und den Zugführerkurs in Dachau. Als SS-Untersturmführer kam er zur SS-Standarte „Deutschland“ und wurde im Frühjahr 1938 gemeinsam mit Max Wünsche Ausbilder in Dachau. Grothmann beantragte am 17. Juni 1937 die Aufnahme in die NSDAP und wurde rückwirkend zum 1. Mai desselben Jahres aufgenommen (Mitgliedsnummer 4.820.975).
Während des Zweiten Weltkrieges nahm Grothmann am Überfall auf Polen teil und wurde als Kompaniechef eines SS-Regiments im Juni 1940 während des Westfeldzuges in Frankreich verwundet. Anschließend war Grothmann ab dem 15. August 1940 Zweiter Adjutant der Waffen-SS im persönlichen Stab Heinrich Himmlers. Im Herbst 1941 löste er Joachim Peiper als Ersten Adjutanten Himmlers ab. Damit stand er als Chefadjutant der „Adjutantur der Waffen-SS“ vor, einer eigenen Abteilung beim Reichsführer SS. Zu seinen Aufgaben als Adjutant gehörte die Planung von Himmlers Tagesablauf, z. B. dessen Reisen und Termine. Durch seinen engen Kontakt zu Himmler hatte er Einblick in alle Vorgänge und war daher im Detail über den Holocaust informiert. So begleitete er Himmler bei Inspektionen von Vernichtungslagern und war Zeuge einer Massenvergasung in Auschwitz im Juli 1942.
Zum Kriegsende leitete Grothmann den aus 150 Personen bestehenden persönlichen Stab Himmlers. Himmler, Grothmann und der RFSS-Stab flüchteten über die sogenannte Rattenlinie Nord Anfang Mai 1945 nach Flensburg. Nachdem Himmler dort nicht an der neu eingerichteten letzten Reichsregierung unter Karl Dönitz beteiligt wurde, setzte sich Himmler mit Grothmann gemeinsam mit weiteren SS-Führern aus dem Flensburger Raum ab. Nachdem sich die Gruppe getrennt hatte, gerieten Himmler, Heinz Macher und Grothmann bei Bremervörde am 21. Mai 1945 in britische Kriegsgefangenschaft.
Während der Nürnberger Prozesse wurde Grothmann von 1946 bis 1948 mehrfach als Zeuge vernommen. Obwohl die Anklage ihn in Nürnberg mit belastenden Dokumenten konfrontierte, wurde er nicht angeklagt. Er behauptete, als Adjutant lediglich Sachbearbeiter ohne fachliche Zuständigkeit gewesen zu sein und erst im Herbst 1944 vom Holocaust erfahren zu haben.
Ab Juli 1948 war Grothmann im Internierungslager Dachau inhaftiert und wurde am 15. September 1948 als „Hauptschuldiger“ von der Lagerspruchkammer zu vier Jahren Haft verurteilt, unter anderem, weil er die Abstellung von KZ-Häftlingen für medizinische Versuche genehmigt hatte. Er legte Einspruch ein, wurde am 29. September 1948 aus Dachau entlassen, zunächst von der Berufungskammer für Oberbayern als „Minderbelasteter“ eingestuft und schließlich im Juli 1950 von der Hauptkammer München als „Mitläufer“ entnazifiziert.
In der Bundesrepublik Deutschland mied Grothmann die Öffentlichkeit, stand aber in engem Kontakt zu SS-Kreisen und der Hilfsgemeinschaft auf Gegenseitigkeit der Angehörigen der ehemaligen Waffen-SS. 1961 wurde er im Verfahren gegen Karl Wolff als Zeuge geladen. Aufgrund von belastenden Dokumenten wurde ein Verfahren gegen ihn wegen Mordes eröffnet. Zwar konnte ihm sein Wissen um die Aktion Reinhard, aber keine individuelle Schuld nachgewiesen werden, so dass das Verfahren am 7. Januar 1966 eingestellt wurde.